# Važecká chata
Važecká chata také Kertészová chata, Kertészová Važecká chata, Chata kpt. Rašu (polsky Schronisko Ważeckie, německy Vážecer Hütte, Vážecer Schutzhaus unter dem Krivan, Vážecer Schutzhaus) byla chata, zbudovaná na Třech Studničkách ve Vysokých Tatrách.

## Název
Pojmenována byla proto, že se nacházela na Važeckých pozemcích. Důvěrnější znalci, turisté a horolezci ji nazývali Kertézsovou chatou nebo Kertézsovou Važecká chatou, protože ji postavil Josef Kertész, bývalý nájemce chaty v Kôprové dolině.

## Historie chaty
Na Třech studničkách poskytovala ubytování turistům erární hájovna, která byla postavena v roce 1907. Kriváň a jeho okolí lákaly v té době nicméně stále více turistů. Hájovna svojí kapacitou nedostačovala; Josef Kertész z Kežmarku se proto rozhodl v roce 1933 postavit novou chatu. Byla na výhodném místě, neboť se stala výchozím bodem pro túry přes Vyšnou priehybu na Kriváň.
Važecká chata během druhé světové války sloužila polským kurýrům, byla útočištěm i zásobovací základnou pro partyzánů během Slovenského národního povstání. Fašistická vojska ji 27. září 1944 vypálila.
V roce 1961 vyrostla na Třech studánkách, nedaleko vypálené Važecká chaty nová, která sloužila turistům. Její ubytovací kapacita však nebyla dostatečně využita, a tak byla v roce 1970 předána podniku košického Prioru. Dostala jméno Chata kpt. Rašu a stala se podnikovým rekreačním zařízením. Chata stála přibližně na místě, kde padl 26. září 1944 hrdina SNP kpt. Ján Rašo. Chata v roce 1999 vyhořela a nová na tomto místě nebyla zbudována.